# Переворськ
Переворськ (іноді Переволоцьк, літописний Перевореськ, пол. Przeworsk) — місто на південному сході сучасної Польщі, адміністративний центр Переворського повіту Підкарпатського воєводства. Населення — 15 971 особа (2011).
Центр повіту Перемишльської землі Руського воєводства (1434—1772); згодом королівства Галичини та Володимирії Австрійської імперії (1772—1918); Львівського воєводства РП (1918—1939).

## Розташування
Переворськ лежить на Надсянні у Східній Галичини. Розташоване за 14 км на захід від міста Ярослав і за 44 км від кордону з Україною, на річці Молочна (Mleczka).

## Археологія
Від археологічних знахідок біля міста отримала свою назву Пшеворська культура Залізної доби.

## Історія
Перевореськ був укріпленим містом у Перемишльській землі Галицько-Волинського князівства. Вперше згадкується в Іпатіївському літописі під 1281 роком, коли його захопив і спустошив польський князь Лешко Чорний:
| Оригінал |  | Переклад |
| --- |  | --- |
| Въ лѣт̑ 6789 (1281) Иде Льстько на Лва и взѧ оу него городъ Переворескъ и исъсѣче и люди в нем̑ вси ѿ мала и до велика и город̑ зажьже и поиде назадъ во своӕси |  | В літо 6789 (1281) рушив Лестько на Лева і взяв у нього город Перевореськ. І порубав він у ньому людей усіх, од малого і до великого, а город запалив і пішов назад до себе. |

1340 року включене до складу Польщі. У 1393 році місту надано Магдебурзьке право.
Наприкінці ХІХ століття місто було бідним та дерев'яним, загальна площа його земель становила 180 га.
Розпорядженням міністра внутрішніх справ 26 березня 1934 року територія міста розширена шляхом приєднання села Мокра Сторона і більшої частини села Горличина.
У міжвоєнні роки місто належало до греко-католицької парохії села Миротин. У 1938 році в місті налічувалося 25 греко-католиків.
Під час Другої світової війни, після поразки Польщі і окупації міста німецькими військами, у Переворську активізувалося українське життя. Одним з чільних місцевих українських діячів був інженер Олександр Гонта-Скрипченко, директор цукрової фабрики, на якій тоді працювало багато українців. Відбувалися українські урочисті заходи, релігійні святкування, ставилися українські вистави. Діяла делегатура Ярославського Українського допомогового комітету та українська приватна школа, відкрита 12 лютого 1941 року.

## Населення
Демографічна структура станом на 31 березня 2011 року:
|          | Загалом | Допрацездатний вік | Працездатний вік | Постпрацездатний вік |
| -------- | ------- | ------------------ | ---------------- | -------------------- |
| Чоловіки | 7607    | 1495               | 5346             | 766                  |
| Жінки    | 8364    | 1510               | 5094             | 1760                 |
| Разом    | 15971   | 3005               | 10440            | 2526                 |

## Пам'ятки
- Переворська ратуша

## Релігія

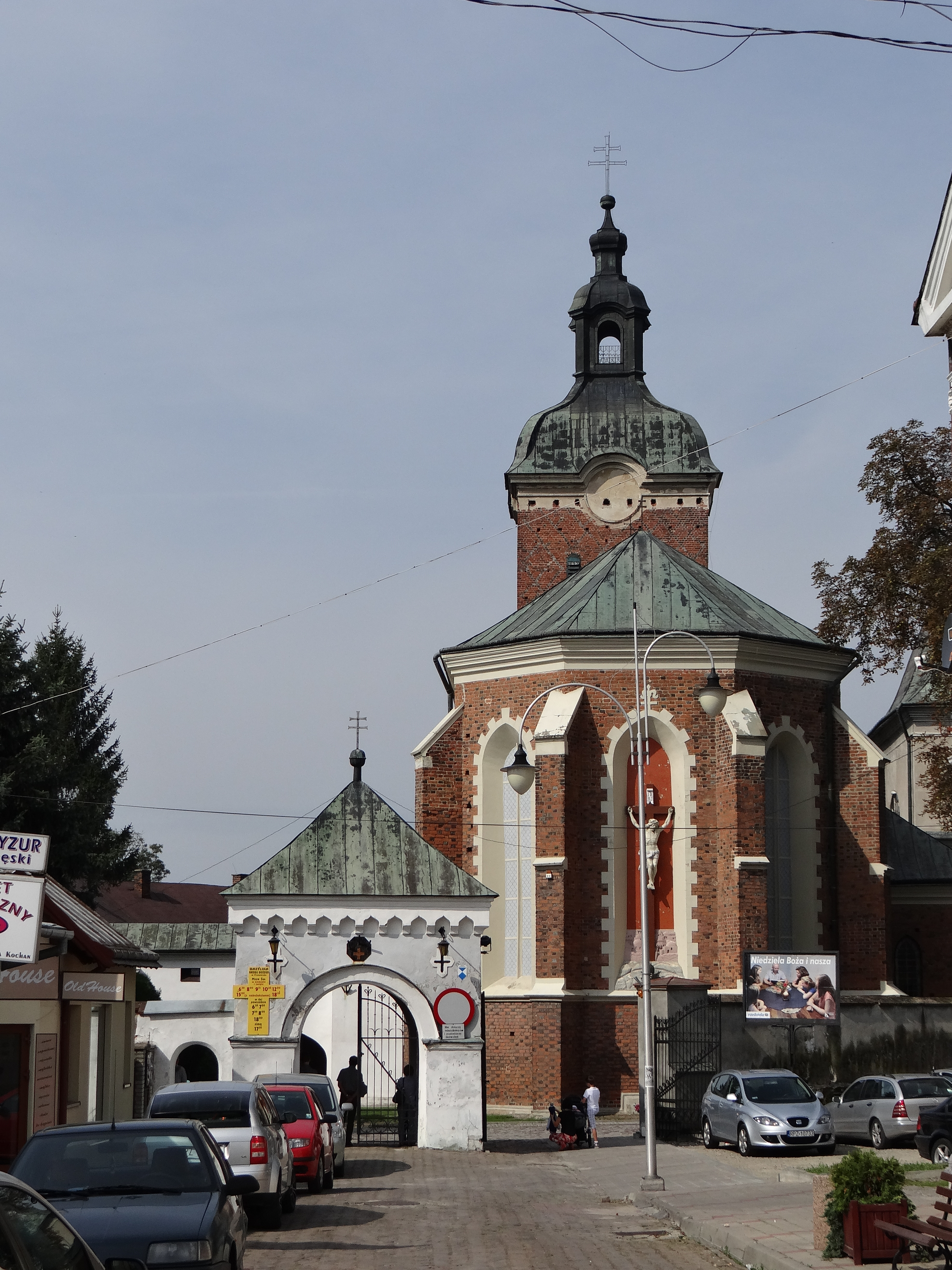
Базиліка Святого Духа

### Культові споруди
- Колегіальна базиліка Святого Духа і монастир ордену Ордену Святого Гробу Господнього (пол. Bazylika kolegiacka Ducha Świętego)[15]
- Костел святої Варвари монастиря ордену бернардинців
- Костел Марії Сніжної[16]

## Транспорт

### Автомобільний
Через місто пролягають:
- Автомагістраль A4, яка є продовженням німецької автомагістралі A4 (напрямок на Дрезден, обидві є частинами автошляху E40)
- краєва дорога № 94 (безплатна альтернатива Автомагістралі A4)
- воєводська дорога № 835 Люблін — Грабовниця Стаженська (Lublin — Grabownica Starzeńska).

Діють автобусний двірець (вокзал) та кільканадцять пристанків.

### Залізничний
Переворськ — важливий залізничний транспортний вузол. Залізниця до міста прийшла 1859 року під час будівництва Галицької залізниці імені Карла Людвіга. Через місто пролягають залізниці № 91 Краків — Переворськ — Медика (Kraków — Przeworsk — Medyka) № 68 Люблін — Красник — Стальова Воля — Переворськ (Lublin — Kraśnik — Stalowa Wola Rozwadów — Stalowa Wola Południe — Przeworsk), Переворськ 91 — Муніна 101 — Гребенне 69 — Белжець (Munina — 101 — Hrebenne 69 — Bełżec), № 612 (Przeworsk — Przeworsk Gorliczyna), № 988 Переворськ R 66 — Переворськ Товарний R112 (Przeworsk R66 — Przeworsk Towarowy R112). Діє залізничний двірець.
У 1904 р. прокладена вузькоколійна залізниця Динів — Переворськ.

## Відомі люди

### Народилися
- Оксана Керч (1911—1991) — українська письменниця, публіцистка, громадська діячка.
- Роман Райнфус (1910—1998) — польський етнограф
- Броніслав Мірецький (1903—1986) — український римо-католицький священик.
- Роман Лемеха (1941—2019) — український диктор і телеведучий Львівської обласної державної телерадіокомпанії, на якій він пропрацював 45 років.

### Поховані
- Ян Шумовський (пол. Jan Szumowski, ?—1668) — перемишльський войський, був похований у крипті місцевого костелу бернардинців.[17]